# Satin Doll
Satin Doll är en jazzstandard skriven av Duke Ellington och Billy Strayhorn med text av Johnny Mercer. Sången skrevs 1953 och har spelats in i otaliga versioner av artister som Ella Fitzgerald, Dexter Gordon, Stéphane Grappelli, Bengt Hallberg, Oscar Peterson, Nina Simone, Frank Sinatra, Toots Thielemans och Nancy Wilson. Duke Ellington brukade använda "Satin Doll" som avslutningslåt i de flesta av sina konserter.
Ellington skrev melodin för "Satin Doll", och bad sedan Strayhorn att orkestrera låten och skriva en text. Den skrev han som en hyllning till sin mamma, som Strayhorn kallade "Satin Doll". Denna text framfördes dock inte, och är inte bevarad. Duke Ellington spelade in låten instrumentalt 1953, och den blev populär under 1950-talet. Runt 1959 ombads Johnny Mercer, som ofta skrev text till redan populära låtar, att skriva en ny text till låten. 